# Chandausi
Chandausi es una ciudad y municipio situada en el distrito de Sambhal en el estado de Uttar Pradesh (India). Su población es de 114383 habitantes (2011). 

## Demografía
Según el censo de 2011 la población de Chandausi era de 114383 habitantes, de los cuales 60256 eran hombres y 54127 eran mujeres. Chandausi tiene una tasa media de alfabetización del 70,96%, superior a la media estatal del 67,68%: la alfabetización masculina es del 75,01%, y la alfabetización femenina del 66,48%.